# اسکیرویت
اسکیرویت (به انگلیسی: Skirwith) یک روستا در بریتانیا است که در کامبریا واقع شده‌است.